# Barbastella leucomelas
Il barbastello orientale (Barbastella leucomelas  Cretzschmar, 1826) è un pipistrello della famiglia dei Vespertilionidi diffuso in Africa orientale e nell'Ecozona paleartica.

## Descrizione

### Dimensioni
Pipistrello di piccole dimensioni, con la lunghezza della testa e del corpo tra 48 e 60 mm, la lunghezza dell'avambraccio tra 38 e 45 mm, la lunghezza della coda tra 33 e 51 mm, la lunghezza del piede tra 7 e 8 mm, la lunghezza delle orecchie tra 15 e 18 mm e un peso fino a 13 g.

### Aspetto
La pelliccia è lunga, densa e setosa. Le parti dorsali sono nerastre, con le punte dei peli sulle spalle giallo-brunastre, mentre le parti ventrali sono brunastre tranne la gola che è nerastra e vicino alla coda dove sono biancastre. Il muso è corto, largo, tronco e con due rigonfiamenti ghiandolari densamente ricoperti di peli sui lati. Il labbro superiore è densamente frangiato, mentre le narici si aprono verso l'alto e all'infuori. Le orecchie sono grandi ma non allungate, unite alla base, rivolte in avanti e prive di un lobo sull'antitrago. Il trago è lungo circa la metà del padiglione auricolare, appuntito e ricoperto di peli. Le membrane alari sono bruno-nerastre e attaccate posteriormente alla base dell'alluce. La punta della coda si estende leggermente oltre l'ampio uropatagio. Gli arti inferiori sono allungati. Il cariotipo è 2n=32 FNa=50.

### Ecolocazione
Emette ultrasuoni ad alto ciclo di lavoro sotto forma di impulsi di breve durata a frequenza modulata iniziale di 161–180 kHz, finale di 34–66 kHz e massima energia a 102,1-148,1 kHz
.

## Biologia

### Comportamento
Si rifugia singolarmente all'interno di grotte, gallerie, tunnel minerari, vecchie case e durante l'estate anche sotto le cortecce sollevate di grossi alberi. Forma vivai di diverse femmine, mentre i maschi sono sempre solitari. Il volo è potente e fluttuante, spesso in prossimità del suolo o molto in alto.

### Alimentazione
Si nutre di insetti, in particolare piccoli lepidotteri.

### Riproduzione
Danno alla luce uno o due piccoli alla volta l'anno.

## Distribuzione e habitat
Questa specie è diffusa nel Sinai e in Eritrea, nel Medio oriente, Caucaso, Asia centrale, Subcontinente indiano, Cina, in Giappone e Taiwan.
Vive nelle steppe, in praterie e boscaglie semi-desertiche, in foreste temperate e in boschi di conifere fino a 2.500 metri di altitudine.

## Tassonomia
Sono state riconosciute 2 sottospecie:
- B.l.leucomelas: Sinai, Eritrea, Israele meridionale;
- B.l.darjelingensis (Hodgson, 1855): Russia sud-occidentale, Georgia, Azerbaigian, Armenia, Iran settentrionale e nord-occidentale, Turkmenistan, Uzbekistan, Tagikistan, Kirghizistan, Afghanistan settentrionale, Pakistan, stati indiani del Jammu e Kashmir, Himachal Pradesh, Meghalaya, Sikkim, Uttar Pradesh e West Bengal; Nepal, Bhutan, province cinesi dello Yunnan, Sichuan, Gansu, Shanxi, Qinghai, Mongolia Interna, Xinjiang, Taiwan, isole giapponesi di Hokkaidō, Honshū, Shikoku e Vietnam settentrionale. È stato recentemente osservato anche sull'isola di Kunashir, nelle Isole Curili.[5]

## Conservazione
La IUCN Red List, considerata l'ampia diffusione e sebbene sia abbastanza raro, classifica B.leucomelas come specie a rischio minimo (Least Concern)).